# Alphonse Vandenbrande
Alphonse Vandenbrande (Lovanio, 15 febbraio 1928 – Lier, 23 aprile 2016) è stato un ciclista su strada e dirigente sportivo belga.

## Carriera
Fu professionista dal 1952 al 1961 ottenendo quattro vittorie, la più importante delle quali fu una frazione del Giro del Belgio 1957.
Corridore solido, capace di ben figurare sia nelle classiche del pavé che in quelle delle Ardenne, raccolse nelle grandi prove in linea del nord Europa i risultati più significativi; salì sul podio del Giro delle Fiandre nel 1954, di Freccia Vallone e Dwars door België nel 1955.
Fece parte della Nazionale belga che prese parte al Tour de France 1954 che tuttavia non portò a conclusione.

## Dopo il ritiro
Dopo il ritiro rimase nel mondo del ciclismo come allenatore per varie squadre: in questa veste ebbe modo di lavorare con ciclisti quali Willy Planckaert, Herman Van Springel, e soprattutto Eddy Merckx, del quale fu coach dal 1965 al 1968.

## Palmarès
- 1948 (Dilettanti, una vittoria)

6ª tappa Giro del Belgio dilettanti (Koksijde > Zulte)
- 1950 (Indipendenti, una vittoria)

Grote Lenteprijs-Hannuit
- 1953 (Libertas, una vittoria)

Circuit de Belgique centrale
- 1954 (Libertas, una vittoria)

Omloop der Vlaamse Gewesten
- 1956 (Libertas, una vittoria)

Kessel-Lier
- 1957 (Libertas, una vittoria)

2ª tappa, 1ª semitappa Giro del Belgio (Stavelot > La Rochet, cronometro)

### Altri successi
- 1954 (Libertas, una vittoria)

Witte Donderdagprijs - Kermesse di Bellegem
- 1955 (Libertas, una vittoria)

Kermesse di Lokeren
- 1958 (Libertas, una vittoria)

Kermesse di Haacht

## Piazzamenti

### Grandi giri
- Tour de France

1954: ritirato (alla 8ª tappa)

### Classiche monumento
- Milano-Sanremo

1955: 67º
1958: 7º
- Giro delle Fiandre

1954: 3º
1958: 13º
1960: 31º
- Parigi-Roubaix

1954: 68º
1956: 12º
1957: 31º
1960: 56º
- Liegi-Bastogne-Liegi

1953: 25º
1954: 9º
1958: 4º
1959: 19º